# VR-Bank Bad Salzungen Schmalkalden
Die VR-Bank Bad Salzungen Schmalkalden eG ist eine deutsche Genossenschaftsbank mit Hauptsitz in Bad Salzungen in Thüringen, deren Geschäftsgebiet sich über Teile des Landkreises Schmalkalden-Meiningen und den südlichen Wartburgkreis erstreckt. Sie verfügt darüber hinaus über Niederlassungen in Nordhessen.

## Geschichte
Erste Quellen belegen ein Statut aus dem Jahr 1860. Die Bank in ihrer heutigen Form entstand am 23. August 2001 aus der Fusion der Volks- und Raiffeisenbank Schmalkalden eG und der Volksbank Raiffeisenbank Bad Salzungen eG. Seitdem firmiert die Bank unter dem Namen VR-Bank Bad Salzungen Schmalkalden eG.
Zum 17. Dezember 2021 wurde die Raiffeisenbank Borken Nordhessen eG auf die VR-Bank Bad Salzungen Schmalkalden eG verschmolzen. Dies stellte die erste Übernahme einer westdeutschen Genossenschaftsbank durch eine ostdeutsche dar.
Im Sommer 2024 wurde bekannt, dass die Bank den Mitarbeiterstamm etwa halbieren will. Zudem soll die Bilanzsumme verringert werden. Grund für die Maßnahmen sind die in der Vergangenheit getätigten Investitionen in Immobilien. Diese wurden teilweise zu hoch bilanziert und mussten dann abgeschrieben werden. Die Bank geriet Anfang 2024 in wirtschaftliche Schieflage und bekam Hilfe von der Sicherheitseinrichtung des genossenschaftlichen Branchenverbands BVR.

## Geschäftsgebiet
Die VR-Bank Bad Salzungen Schmalkalden eG ist in Thüringen und Hessen an insgesamt 17 Standorten mit Kompetenzcentern und Beratungsstellen vertreten:
- Bad Liebenstein
- Bad Salzungen
- Bad Zwesten
- Barchfeld
- Borken (Hessen)
- Breitungen/Werra
- Brotterode
- Floh-Seligenthal
- Gumpelstadt
- Jesberg
- Kaltennordheim
- Schmalkalden (2×)
- Steinbach-Hallenberg
- Tiefenort
- Trusetal
- Vacha

## Rechtsgrundlage
Rechtsgrundlagen der Bank sind ihre Satzung und das Genossenschaftsgesetz. Die Organe der Genossenschaftsbank sind der Vorstand, der Aufsichtsrat und die Generalversammlung. Die Bank ist der amtlich anerkannten BVR Institutssicherung GmbH und der zusätzlichen freiwilligen Sicherungseinrichtung des Bundesverbandes der Deutschen Volksbanken und Raiffeisenbanken e.V. angeschlossen.

## Kritik und ungewöhnliche Geschäftstätigkeiten
Ab 2018 sorgte die Bank durch mehrere ungewöhnliche Geschäftstätigkeiten und Kreditvergaben für Aufsehen. So wurde Stefan Effenberg als Mitarbeiter für den Bereich „Fußball-Finanzierung“ angeheuert. Die Bank erhielt daraufhin landläufig den Namen „Effenberg-Bank“. Zu den Kunden der Bank sollen mehrere Vereine der ersten und zweiten Fußball-Bundesliga zählen. Außerdem soll laut Spiegel ein Millionenkredit an Atlético Madrid vergeben worden sein, was die Bank aber dementierte. Der Aufsichtsratsvorsitzende der Bank spricht von einem „umfangreiche[n] und ungewöhnliche[n], aber nicht ungesetzliche[n] Geschäftsmodell“.
Im 2018 begonnene Ermittlungen der Staatsanwaltschaft gegen den Vorstandsvorsitzenden der Bank, Stefan Siebert, wurden 2021 gegen Zahlung einer Geldauflage von 240.000 Euro eingestellt. Die VR-Bank Bad Salzungen Schmalkalden hatte dabei die Rechtskosten für ihren Vorstandsvorsitzenden in sechsstelliger Höhe übernommen. 2020 versuchte die Bafin Siebert des Amtes zu entheben, jedoch waren die rechtlichen Hürden zu groß. Siebert ist dann im Herbst 2023, offiziell aus gesundheitlichen Gründen, von selbst zurückgetreten.
Im Jahr 2021 wurde bekannt, dass die BVR Institutssicherung beim Landgericht Berlin II per Einstweiliger Verfügung erwirkt hat, dass die VR-Bank Bad Salzungen Schmalkalden „verpflichtet ist, eine Prüfung gemäß § 7 Abs. 1 des Statuts der Sicherungseinrichtung des BVR durch die Deloitte GmbH Wirtschaftsprüfungsgesellschaft als Prüfer zuzulassen“.
Laut Medienberichten von Ende September bzw. Anfang Oktober 2023 soll die Bundesanstalt für Finanzdienstleistungsaufsicht (BaFin) eine Erhöhung der Eigenkapitalquote angeordnet haben. Die Bank bestritt dies und betonte, eine solche Anordnung werde erst noch geprüft. Als Gründe soll die BaFin unter anderem „erhebliche aufsichtliche Bedenken in Bezug auf die Ordnungsmäßigkeit der Geschäftsorganisation der VR-Bank“ angeführt haben. Es bestünden „wesentliche […] Bedenken an der Verlässlichkeit der Geldwäschepräventionsfunktion sowie der Kundenstruktur der Bank“, welcher die BaFin eine „mangelhafte Risikokultur“ attestierte. Wenig später forderte die BaFin von der Bank einen täglichen Liquiditätsbericht an. Die BVR Institutssicherung kritisierte in diesem Zuge erhebliche Lücken im internen Überwachungssystem der Volksbank sowie mangelndes „Interesse an einer konstruktiven Kommunikation mit dem [Institutssicherungs-] Verband“.
Im Dezember 2023 traten die 16 Mitglieder des Aufsichtsrat der Volks- und Raiffeisenbank Bad Salzungen Schmalkalden geschlossen zurück. Offenbar sei nach den Berichten das Kontrollgremium damit seiner Abberufung zuvorgekommen. Die Bundesanstalt für Finanzdienstleistungsaufsicht (BaFin) ernannte in diesem Zusammenhang neben dem Sonderbeauftragten Gervais mit Geschäftsleiterbefugnis auch noch einen zweiten Sonderbeauftragten, Dirk Auerbach, der die Aufgaben des Aufsichtsrats übernahm.
Eine Woche zuvor hatte die BaFin bereits den gesamten Vorstand der Bank entmachtet und den Sonderbeauftragten Christian Gervais für den Vorstand eingesetzt. Der Rücktritt des gesamten Aufsichtsrates mit dem Altministerpräsidenten Dieter Althaus erfolgte als direkte Reaktion auf diesen Schritt der BaFin. In der Zeit von Dezember 2023 bis Ende November 2024 hat die Bank unter der Finanzaufsicht der BaFin gestanden. Grund waren finanzielle Verluste in einer Gesamthöhe von rund 280 Millionen Euro für die Geschäftsjahre 2022 und 2023.
Mitte Dezember 2024 wurde bekannt, dass die Bank  von vier ehemaligen Managern Schadenersatz in Millionenhöhe fordere. Die ehemaligen Bankvorstände wurden schriftlich aufgefordert, das Geld bis Jahresende 2024 an die Bank zu zahlen. Es handele sich hier um zivilrechtlich erhobene Forderungen, diese sollen sich auf Geschäfte mit Unternehmensbeteiligungen und Immobilien unter anderen auf Sylt beziehen. Demnach sollen der Bank durch die Entscheidungen der vier ehemaligen Vorstände finanzielle Verluste entstanden sein, außerdem prüfe die Bank auch weitere Schritte gegen die Ex-Manager.
Des Weiteren legte Harald Kothe aus persönlichen Gründen sein Vorstandsmandat zum 31. Dezember 2024 nieder. Darüber informierte er den Aufsichtsrat in dessen turnusmäßiger Sitzung am 3. Dezember 2024.